# Carlos Herrera Crusset
Carlos Herrera Crusset, né le 8 juillet 1957 à Cuevas del Almanzora (province d'Almería, Espagne), est un journaliste espagnol. Depuis septembre 2015, il dirige et présente l'émission matinale de la Cadena COPE. Il tient aussi une colonne dans le quotidien ABC.

## Biographie
Carlos Herrera débute à la radio en 1977 à Radio Sevilla.
En 1985, il présente le Telediario sur la chaîne publique TVE.
Dans les années 1990, il présente quelques émissions sur TVE.
Entre 1992 et 1995, il présente une émission matinale sous la direction d'Antonio Herrero (Cadena COPE).
En 1997, il rejoint la chaîne publique Radio Nacional de España (RNE). Le 27 mars 2000, il reçoit un colis piégé de l'ETA qui ne fait pas de blessés.
En 2001, il rejoint la chaîne Onda Cero.
En septembre 2015, il est recruté par la Cadena COPE pour présenter l'émission matinale.
Après plusieurs années absent de la télévision, il fait son retour sur TVE le 15 octobre 2017.

### Famille
Marié à la journaliste Mariló Montero entre 1991 et 2011, il a eu deux enfants avec elle, Alberto et Rocío (qui fait une carrière dans le mannequinat en tant que Rocío Crusset).